# Джонс, Джефф
Джефф Джонс (англ. Geoff Johns, род. 25 января 1973 года) — американский писатель и сценарист комиксов, известный своими работами для издательства DC Comics, креативным директором которого он является с января 2010 года. Работал над комиксами о Супермене, Зелёном Фонаре и Флэше, а также над эпизодами телесериала «Тайны Смолвиля», рассказывающего о молодых годах жизни Супермена. Является совладельцем Earth-2 Comics в Лос-Анджелесе вместе с Каппом Дэ’Энджело и Джадом Мейерсом, а также студии The Empath Magic Tree House вместе с писателями Джефом Лоубом и Аланом Хейнбергом. В кино он был продюсером фильмов «Зеленый фонарь» (2011) и «Лига справедливости» (2017), а также написал в соавторстве сюжет «Аквамена» (2018) и сценарий «Чудо-женщины: 1984» (2020).

## Карьера
Джонс переехал в Лос-Анджелес в конце 90-х в поисках работы в киноиндустрии. Благодаря настойчивости, он добился места помощника Ричарда Доннера, который в то время работал над фильмами «Теория заговора» и «Смертельное оружие 4». В то же время он начал свою карьеру в комикс-индустрии, работая над комиксами Stars and S.T.R.I.P.E. и JSA (в соавторстве с Дэвидом Гойером) для издательства DC Comics. Он работал покинул Ричарда Доннера спустя 4 года, после чего перешёл на постоянную работу в качестве писателя.
Одной из его самых объёмных писательских трудов стала пятилетняя работа над комиксами о Флэше, после чего он стал одним из самых плодовитых и успешных сценаристов комиксов на сегодня. Джонс работал в том числе над переосмыслением таких персонажей как Зелёный Фонарь, Бэтмен, Супермен, ответственен за «возвращение» Хэла Джордана в состав Корпуса Зелёных Фонарей в сюжете «Зелёный Фонарь: Возрождение», одним из автором которого он является. Работал над созданием новых версий команд Юных Титанов и Общество Справедливости Америки, что отразилось в одноимённых сериях комиксов. Джонс приложил свою руку к созданию Мультивселенной, работая над такими кроссоверами как «Бесконечный Кризис», а также кроссовером-прорывым «52» (в соавторстве с Грантом Моррисоном, Грегом Рука и Марком Уэйдом), который внёс значительные изменения во вселенную DC. За свою работу, Джефф Джонс получил премию Wizard Fan Award в 2002 году в номинации «Прорыв года» и как лучший писатель в 2005, 2006, 2007 и 2008 годах. Джефф разработал так же Blade: The Series вместе с Дэвидом Гойером, а также выступал автором сценария в нескольких эпизодах телесериала «Тайны Смолвиля» — «Рекрут», «Легион» и «Абсолютная справедливость», и мультсериала «Робоцып», где работал в качестве сценариста всего четвёртого сезона. Является главным сценаристом многопользовательской онлайн-игры «DC Universe Online».
В 2010 году Джефф Джонс был назначен креативным директором издательства DC Comics после оглушительного успеха кроссовера «Темнейшая ночь», который он написал вместе с Питером Томаси.
В мае 2016 Джефф Джонс и Джон Берг стали главами DC Films, подразделения Warner Bros. Pictures. которое отвечает за киновселенную DC Comics.
В июле 2016 года Warner Bros. подтвердили что Джонс был назначен президентом DC Entertainment, сохраняя при этом свою должность креативного редактора и оставаясь подотчетным Дайане Нельсон, которая остается главным президентом DC Entertainment.

## Личная жизнь
Не женат, проживает в Лос-Анджелесе, недалеко от своих коллег Джеймса Робинсона, Джефа Лоуба и Стерли Гейтса. Часто появляется на встречах с читателями, пресс-конференциях, также ведёт блоги в нескольких социальных сетях.
Его младшая сестра Кортни была в числе 230 пассажиров, погибших в авиакатастрофе рейса 800 компании TWA 17 июля 1996 года. На ней основан персонаж, созданный Джонсом — супергероиня Кортни Уитмор.

## Награды
- 2002 Wizard Fan Award в номинации «Прорыв года».
- 2005 Wizard Fan Award в номинации «Лучший писатель» (за Flash, Infinite Crisis, Green Lantern и Teen Titans)[9]
- 2006 Wizard Fan Award в номинации «Лучший писатель» (за Infinite Crisis)[10]
- 2008 Project Fanboy Award в номинации «Лучший писатель»[11]
- 2009 Project Fanboy Award в номинации «Лучший писатель»[11]
- 2009 Spike TV Scream Award в номинации «Лучший сценарист комиксов»[12]
- 2010 Spike TV Scream Award в номинации «Лучший писатель» (за Blackest Night, Brightest Day, Flash и Green Lantern)[13]

### DC Comics
| - Aquaman #1-25 (2011—2013) - Star Spangled Comics #1 (1999) - Связанные с серией Stars and S.T.R.I.P.E.: - Stars and S.T.R.I.P.E. #0-14 (1999—2000) - Impulse #61 (2000) - Sins of Youth: Starwoman and the JSA Jr. #1 (2000) - Young Justice: Sins of Youth Secret Files & Origins #1 (2000): шестистраничный сюжет вместе с Бэном Раабом - Связанные с серий Beast Boy: - Legends of the DC Universe 80-Page Giant #2 (1999): десятистраничный сюжет вместе с Бэном Раабом - Beast Boy #1-4 (1999—2000) - The Titans Annual #1 (2000) - Titans Secret Files and Origins #2 (2000) - Day of Judgment #1-5 (1999) - Связанное с серий Superman: - Superman: The Man of Steel #121 & #133 (2003) - Superman (vol. 2) #179-180, 184—187 & 189 (2002): Issues #179-180 вместе с Джефом Лоубом - Superman Secret Files and Origins 2004: Lead story co-writer. - Action Comics #837-840, 844—846, 850, 851, ежегодники 10 and 11, и 855—857, 858—873 - Superman (vol. 1) #650-653 (2006) - Superman: New Krypton Special #1 (2008) - Superman: Secret Origin #1-6 (2009—2010) - Adventure Comics #1-6 (2009—2010) - Связанные с серией Flash: - The Flash (vol. 2) #164-225 (2000—2005) - The Flash #1/2 (2005) - The Flash: Iron Heights #1 (2001) - The Flash: Our Worlds at War #1 (2001) - The Flash Secret Files and Origins #3 (2001) - Final Crisis: Rogues' Revenge #1-3 (2008) - The Flash: Rebirth #1-6 (2009—2010) - The Flash (vol. 3) #1-12 (2010—2011) - Связанные с серией Blackest Night: - Blackest Night #0-8 (2009—2010): основная серия из восьми выпусков - Blackest Night: Flash #1-3 (2009—2010) - Blackest Night: Tales of the Corps #1-3 (2009) - Blackest Night: The Atom and Hawkman #46 (2010) - Brightest Day #0-24 (2010—2011) - Связанные с серий JSA: - JSA #5-77, 81 (2000—2006) - Justice Society of America (vol. 3) #1-26 (2006—2009) - JSA: Our Worlds at War #1 (2001) - JLA/JSA: Virtue and Vice (2002): графическая новелла в соавторстве с Дэвидом Гойером. - JSA: All Stars #1-8 (2003). - JSA Classified #1-4 (2005) | - Hawkman (vol. 4) #1-6, 8-25 (2002—2004) - Hawkman Secret Files & Origins #1 (2002) - Batman #606-607 (2002): в соавторстве с Эдом Брубейкером - Связанные с серией Teen Titans: - Teen Titans (vol. 3) #0, 1/2, 1-26, 29-45 (лето 2003 — весна 2007) - Teen Titans/Outsiders Secret Files and Origins 2003 - Teen Titans/Legion Special #1 (2004): - Teen Titans Annual #1 (2006) - Связанные с серий Green Lantern: - Green Lantern: Rebirth #1-6 (2004—2005) - Green Lantern Secret Files and Origins 2005 - Green Lantern (vol. 4) #1-67 (2005—2011) - Green Lantern (vol. 5) #1-20 (2011—2013) - Green Lantern Corps: Recharge (2005—2006) - Final Crisis: Rage of the Red Lanterns #1 (2008) - JLA #115-119 (2005) - Justice League #1- (2011-) - Связанные с серией Infinite Crisis (2005—2007): - Countdown to Infinite Crisis #1 (2005) - Infinite Crisis #1-7 (2005—2006) - 52 #1-52 (2006—2007) - Booster Gold #1-10,#0,#1,000,000 (2007—2008) - Final Crisis: Legion of Three Worlds #1-5 (2008—2009) - Короткие рассказы, сюжеты и прочее (2000—2006): - Silver Age: Showcase featuring the 7 soldiers of Victory (2000 one-shot) - Superman/Batman Secret Files & Origins 2003 - Batman: Gotham Knights #49 (2004 Eight-page story) - DC Comics Presents: Batman (2004; Eleven-page story) - Superman/Batman #26 (2006) - The Avengers vol. 3, #57-76 (2002—2004) - Morlocks #1-4 (2002) - The Thing: Freakshow #1-4 (2002) - Ultimate X-Men #1/2 - Vision #1-4 (2002) - «Red Light»; 8-page story in Metal Hurlant #2 (Humanoids Publishing, 2002) - B.P.R.D.: Night Train (Dark Horse, 2003) - Eye of the Storm #1 (Wildstorm, 2003) - Noble Causes: Extended Family (Image, 2003): Сюжет «Tempter, Temper» - The Possessed #1-6 (Wildstorm/Cliffhanger, 2003) - Witchblade #67 (Image/Top Cow, 2003) - Tomb Raider: Scarface’s Treasure (Dynamic Forces/Top Cow, 2003) - Tom Strong #25 (Wildstorm/ABC, 2004) - Olympus (Les Humanoides Associés, Франция, 2005) - Ekos Preview - Aspen #1-3 - Aspen The Extended Edition |

## Фильмография
Сценарист:
- «Бэтмен» (фильм, 2020)
- "Корпус Зеленых Фонарей" (фильм, 2020)
- «Чудо-женщина: 1984» (фильм, 2020)
- «Шазам» (фильм, 2019)
- «Аквамен» (фильм, 2018), сюжет
- «Чудо-женщина» (фильм, 2017)
- «Флэш» (2014)
- «Стрела» (2012—2013) — 4 эпизода
- «Тайны Смолвиля» (2001—2011) — эпизоды «Легион», «Абсолютная справедливость», «Бустер»
- «Зелёный Фонарь: Изумрудные рыцари» (анимационный фильм, 2011)
- «Métal hurlant» (телесериал, 2010) — эпизод «Red Light»
- «Робоцып: Звёздные войны эпизод III» (анимационный фильм, 2010)
- «Titan Maximum» (телесериал, 2009) — все 9 эпизодов
- «Робоцып» (мультсериал, 2005—2011) — 5 эпизодов
- «Блэйд» (телесериал, 2006) — 4 эпизода
- «Лига Справедливости» (мультсериал, 2001—2006) — эпизод «Ancient History»

Продюсер:
- "Корпус Зеленых Фонарей" (фильм, 2020)
- «Лига Справедливости» (фильм, 2017)
- «Флэш» (2014)
- «Зелёный Фонарь» (2011)
- «Titan Maximum» (телесериал, 2009) — все 9 эпизодов
- «Блэйд» (телесериал, 2006) — 12 эпизодов

Актёр:
- «Тайны Смолвиля» (2001—2011) — сотрудник Daily Planet, эпизод «Абсолютная справедливость»

Ассистент режиссёра:
- «Теория заговора» (фильм, 1997)
- «Double Tap» (фильм, 1997)
- «Смертельное оружие 4» (фильм, 1998)